# Daylamites
|  | Per a altres significats, vegeu «Daylamites (desambiguació)». |

Daylamites també es diuen algunes dinasties o poders individuals que van governar principalment a l'Azerbaidjan i a la plana iraniana, i que tingueren origen en el Daylam o estigueren dirigides per natius de Daylam, essent les més conegudes les dels musafírides, ziyarids i els shaddàdides.